# Walter Washington
Walter Edward Washington (15 april 1915- 27 oktober 2003) was een Amerikaans politicus en de eerste burgemeester van District of Columbia. Hij was tevens de laatste aangestelde burgemeester-commissaris van Washington D.C..

## Burgemeester van het District of Columbia

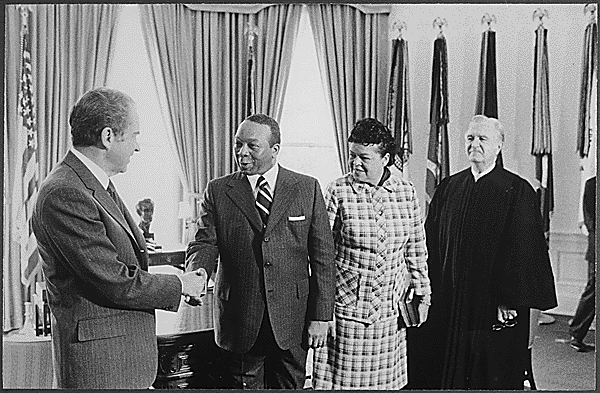
Walter Washington schudt de hand van Richard Nixon na zijn inauguratie als burgemeester-commissaris in 1973.

Tussen 1967 en 1974, werd Washington benoemd burgemeester-commissaris door de presidenten Lyndon Johnson (1967-1972) en Richard Nixon (1972-1974), tijdens de periode alvorens de huisregel in het District van kracht werd. (Hij werd eigenlijk benoemd in 1966, maar weigerde omdat Johnson hem geen gezag over de politie en de brandweerkorpsen. zou geven). Washington was een van de zwarte mannen die werd gekozen om burgemeester te worden van een grote Amerikaanse stad in 1967. Richard Hatcher uit Gary, Indiana en Carl Stokes uit Cleveland waren beide verkozen in dat jaar, terwijl Washington was aangesteld. Kort na zijn aanstelling door president Johnson, werd Washington geconfronteerd met nasleep van de moord op burgerrechtenactivist Martin Luther King. Hij nam afscheid op 20 januari 1979 toen Marion S. Barry jr. werd geïnaugureerd als de tweede burgemeester van Washington DC.
- Gemeinsame Normdatei: 121460739X
- International Standard Name Identifier: 0000 0000 8479 1209
- Library of Congress Control Number: n50082206
- National Archives and Records Administration: 10580549
- SNAC: w6tt4s11
- Virtual International Authority File: 116916975
- WorldCat: E39PBJgxvMygTjWrKXx4PDY773